# Francisco-Javier Lozano Sebastián
Francisco-Javier Lozano Sebastián (né le 28 novembre 1943) est un prélat espagnol de l'Église catholique qui a fait sa carrière au service diplomatique du Saint-Siège. Archevêque depuis 1994, il porte le titre de nonce apostolique dans plusieurs pays jusqu'à sa démission en 2015.

## Biographie
Il est né dans une famille d'agriculteurs à Villaverde de Íscar le 28 novembre 1943. Il étudie au séminaire de Séville et à l'Université pontificale de Salamanque. Il obtient sa licence en théologie en 1966 à l'Université pontificale grégorienne. Il est ordonné prêtre le 19 mars 1968, par le cardinal Antonio Samorè.

## Carrière diplomatique
En 1977, il obtient un doctorat en droit canonique à l'Université pontificale du Latran alors qu'il travaille déjà à la nonciature au Nigeria (en). Ses autres premiers postes au service diplomatique du Saint-Siège incluent l'Afrique du Sud, le Zimbabwe (en), la Yougoslavie (en) et le Guatemala (en)
Le 25 juillet 1994, le pape Jean-Paul II le nomme archevêque titulaire de Penafiel (de) et nonce apostolique en Tanzanie (en). Il reçoit sa consécration épiscopale des mains du cardinal Angelo Sodano le 25 juillet. Jean-Paul le fait nonce en République démocratique du Congo (en) le 20 mars 1999 pendant la Deuxième guerre du Congo, où il critique en 2000 le bombardement de Kisangani comme un ciblage « tragique et injustifié » de la population chrétienne
Il revient à Rome en 2001 et travaille à la section des affaires générales de la Secrétairerie d'État et, en décembre, il est également nommé membre du conseil d'administration de la Télévision du Vatican
Jean-Paul le nommé nonce en Croatie (en) le 4 août 2003, et il reçoit sa prochaine affectation du pape Benoît XVI en tant que nonce pour la Roumanie et la Moldavie (en) le 10 décembre 2007,
Le pape François accepte sa démission en tant que nonce le 20 juillet 2015